# Amyrtaios

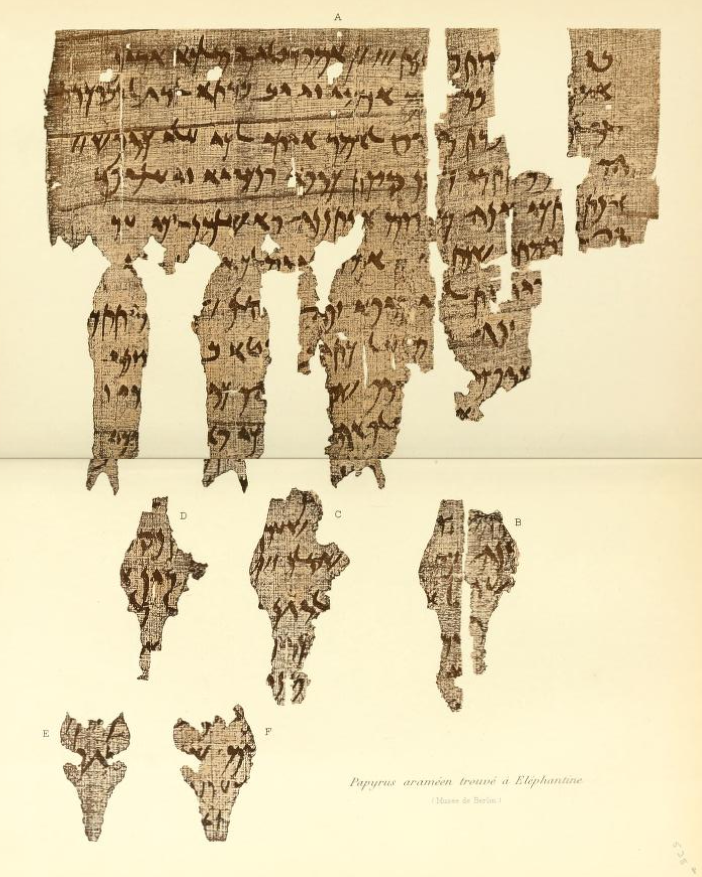
Aramäischer Papyrus mit einem Darlehensvertrag, datiert auf das 5. Regierungsjahr des Pharaos Amyrtaios, 400 v. Chr. Aus Elephantine (Oberägypten), 28. Dynastie, Spätzeit.

Amyrtaios († 399 v. Chr.) war von 404 bis 399 v. Chr. der einzige Pharao (König) der 28. Dynastie.

## Herkunft und Herrschaft
Amyrtaios war möglicherweise ein Sohn des Pausiris und Enkel jenes Libyers Amyrtaios von Sais, der 465–463 v. Chr. den Aufstand des Inaros gegen den Satrapen (Statthalter) von Artaxerxes I. mitgeführt hat. Ägypten fiel 404 v. Chr. nach dem Tod des Großkönigs Dareios II. von Persien ab. Eine Intervention unterblieb wegen innerer Schwierigkeiten in Persien, vor allem aufgrund des Machtkampfes zwischen Artaxerxes II. und seinem Bruder Kyros dem Jüngeren.
Amyrtaios errichtete seine Herrschaft im Westdelta. In Elephantine wurde aber noch Ende 402 v. Chr. der persische Großkönig Artaxerxes II. als Pharao betrachtet. Hier konnte sich Amyrtaios erst etwa 401 v. Chr. durchsetzen.
Trotz der innerpersischen Probleme befand sich der Feldherr Abrokomas mit einer starken Armee 401 v. Chr. in Phönizien, offenbar, um in Ägypten einzumarschieren. Doch die im selben Jahr ausgebrochene entscheidende militärische Auseinandersetzung zwischen Artaxerxes II. und Kyros dem Jüngeren verhinderte eine persische Invasion im Nilland. Zwar konnte Artaxerxes II. seinen Bruder besiegen und töten, doch gab es weitere Probleme in Kleinasien, deren Lösung für den Großkönig dringlicher war als die Niederwerfung Ägyptens.
Eine Bautätigkeit des Amyrtaios ist nicht bekannt. Die sechsjährige Regierungszeit umfasst Zeiten, in denen Amyrtaios nur in Teilgebieten anerkannt wurde. Nach Diodor soll neben Amyrtaios ein weiterer Herrscher in Ägypten regiert haben, den Diodor als Psammetich bezeichnet. Der Althistoriker Werner Huß hält es allerdings für wahrscheinlicher, dass Amyrtaios und Psammetich ein und dieselbe Person gewesen seien; Amyrtaios habe vielleicht aus Propagandagründen den Thronnamen „Psammetich“ angenommen.
Diodor erwähnt ferner, dass der aus Memphis stammende Satrap Ioniens namens Tamos 400 v. Chr. als Unterstützer des unterlegenen Kyros nach Ägypten floh, doch habe „Psammetich“ Tamos und dessen mitgekommene Kinder töten lassen und sich dessen Schätze bemächtigt.
Amyrtaios Name ist auf einer Urkunde der jüdischen Gemeinde von Elephantine, in der demotischen Chronik und in den von Manetho überlieferten Epitomen der Aegyptiaca erwähnt; daneben im aramäischen Papyrus Brooklyn 13, wo der Tod des Amyrtaios auf den Oktober 399 v. Chr. datiert und sein Nachfolger Nepherites I. genannt wird. Dieser stürzte Amyrtaios offenbar gewaltsam.